# Entosthodon mauritianus
Entosthodon mauritianus är en bladmossart som beskrevs av W. P. Schimper och Bescherelle 1880. Entosthodon mauritianus ingår i släktet koppmossor, och familjen Funariaceae. Inga underarter finns listade i Catalogue of Life.